# Shlomo Benizri
Shlomo Benizri (hébreu : שלמה בניזרי), né le 7 février 1961 en Israël, est un homme politique israélien, membre de la Knesset pour le parti ultra-orthodoxe Shass.

## Biographie
Il est né à Haïfa, il étudie à la Nesher Comprehensive High School et au collège talmudique de Jérusalem ou il est ordonné rabbin. Il est chargé de cours sur le judaïsme dans un collège talmudique.
Il est élu à la Knesset en 1992 sur la liste de Shas, et devient président du groupe parlementaire du parti au cours de son premier mandat. Il est réélu en 1996, et est nommé sous-ministre de la Santé dans le gouvernement de Benyamin Netanyahou. Il est réélu en 1999 et est nommé ministre de la Santé dans le gouvernement d'Ehud Barak.
Au cabinet d'Ariel Sharon en 2001, il devient ministre du Travail et de la Prévoyance sociale, jusqu'au élections de 2003. En 2003, il est réélu.
Le 29 mars 2006, le jour après les élections, il est inculpé par le Bureau du Procureur de la République d’Israël Menachem Mazuz, à l'acceptation de pot-de-vin et de violation de la confiance du public. Le 1er avril 2008, il est reconnu coupable de corruption passive, abus de confiance, entrave à la justice et de complot. Le 27 avril 2008, un tribunal de district l'a condamné à 18 mois de prison. Il a démissionné de la Knesset le même jour et a été remplacé par Mazor Bahaina. Il a fait appel de la décision. Le 24 juin 2009, la Cour suprême a confirmé la décision et a prolongé sa peine de prison à 4 ans. À la prison de Maasiyahu à Ramle, son compagnon de cellule était l'ancien président Moshe Katsav,.